# Oxydia caliginosa
Oxydia caliginosa är en fjärilsart som beskrevs av W. Warren 1900. Oxydia caliginosa ingår i släktet Oxydia och familjen mätare. Inga underarter finns listade i Catalogue of Life.